# ライオンエア602便撃墜事件
座標: 北緯8度58分 東経79度53分 / 北緯8.967度 東経79.883度
ライオンエア602便撃墜事件（ライオンエア602びんげきついじけん）は、1998年9月29日にスリランカで発生した旅客機撃墜事件。乗客48名、乗員7名を乗せジャフナ空港を離陸したライオンエア602便（アントノフAn-24）が反政府組織タミル・イーラム解放のトラ（LTTE）によって撃墜され、乗員・乗客全員が死亡した。撃墜には携帯式防空ミサイルシステム（MANPADS）が使用されたと考えられている。

## 機体・乗員
撃墜機であるアントノフAN-24RVはベラルーシの航空会社ゴメラヴィアからリースされたもの。機長はAnatoli Matochkoで、その他シンハラ人スチュワーデスを含めた6名の乗員が乗っていた。乗客は全員タミル人で、女性17名、子供8名を含む合計48名だった。

## 撃墜
コロンボ行きのライオンエア602便は1998年9月29日午後1時40分にジャフナ空港を離陸し、その10分後にレーダーから姿を消した。消息を絶つ直前、パイロットは機内の気圧が下がっていることを報告していた。この事故を受け、スリランカ民間航空局はコロンボとジャフナを結ぶ民間航空機の運行を数ヶ月間停止した。

## 撃墜前に行われた脅迫
コロンボ - ジャフナ便を多く運行していたライオンエアは、以前からLTTEによる脅迫を受けていた。LTTE行政部門は事件の1ヶ月前にライオンエアに対して脅迫状を送り、もしライオンエアがスリランカ空軍の人員を輸送するのを止めないなら、9月14日以降に攻撃を行うと警告していた。この警告を受け、同社は事件の4日前にジャフナ事務所を閉鎖していた。

## 捜査
2012年10月、スリランカ海軍の艦船が失踪した撃墜機のものと見られる残骸を発見した。撃墜場所の情報は警察が逮捕したLTTE元構成員から入手した。この構成員はLTTE幹部のポトゥトゥ・アマンから命令を受け、自分がミサイルを放ったことを認めた。
2013年5月に残骸の引き上げが行われ、その途中で22名の衣服や遺留品も発見された。発見された遺留品などは2014年1月にジャフナで公開された。